# كيني جاكسون (لاعب كرة قدم أمريكية)
كيني جاكسون (بالإنجليزية: Kenny Jackson)‏ هو لاعب كرة قدم أمريكية أمريكي، ولد في 15 فبراير 1962 في نبتون ‏ في الولايات المتحدة.

## وصلات خارجية
- كيني جاكسون على موقع مرجع كرة القدم المحترفة.كوم (الإنجليزية)
- كيني جاكسون على موقع كلية كرة القدم في سبورتس رفرنس.كوم (الإنجليزية)